# Sterling Void
Duane Pelt (Chicago (Illinois), 8 augustus 1964) is een houseproducer uit Chicago en is ook actief als dj. Hij werd vooral bekend van zijn hit It's All Right uit 1987. Begin jaren negentig verdween hij uit beeld maar sinds 2009 is hij weer actief als producer.

## Biografie
Pelt werd geboren in het zuiden van Chicago en begon als dj in zijn tienerjaren. Halverwege de jaren tachtig vond hij aansluiting bij de opkomende housescene in zijn geboortestad. In 1986 neemt hij het nummer Take it higher op dat hem een platendeal bij DJ International Records oplevert. Daar brengt hij het nummer It's All Right (1987) uit dat wordt ingezongen door zanger Paris Brightledge en waar ook Marshall Jefferson als coproducer optreedt. Het nummer groeit uit tot zijn bekendste hit. Het wordt in 1988 zelfs gecoverd door de Pet Shop Boys, die er in Nederland tot in de tipparade mee komen. Sterling Void maakt een remix van het nummer. It's All Right wordt ook meerdere malen gesampled door onder andere Bizarre Inc, A Guy Called Gerald en Liquid. In 1993 gebruikt het Italiaanse danceproject Dynamic Base het samen met U2's New Year's Day voor de plaat Africa.
In 1988 heeft Sterling Void een nieuwe clubhit met Runaway Girl. Een jaar later verschijnt zijn debuutalbum dat ook It's All Right heet en waar Joe Smooth op enkele tracks mee produceert. Na de plaat Don't Wanna Go (1991) verdwijnt hij voor lange tijd uit beeld.
In 2009 blaast hij het produceren weer nieuw leven in met het album Questions N Answers dat enkel digitaal verscheen. Ook verscheen Goodnight Vienna, met bewerkingen van eerdere hits en oud werk. Zijn hit It's All Right kreeg een nieuwe versie van Chris Lake. De jaren daarna brengt hij op zijn eigen digitale label nieuwe singles uit die hij via social media promoot. Hij werkt daarmee met een diverse groep onbekende vocalisten. In 2012 werkt hij weer eens samen met Paris Brightledge op het nummer Let Loose The Light. In 2018 geeft hij voor het eerst in zijn artiestenbestaan een interview.

## Discografie

### Albums
- It's All Right (1989)
- Questions N Answers (2009)
- Goodnight Vienna (2009)